# Hive UI
하이브 (HIVE로 표기)는 Xolo에서 개발한 커스텀 롬으로, 안드로이드 운영체제 v 4.4.4 (킷캣)을 기반으로 한다. 하이브는 Xolo 기기 전용이며 타사에는 라이선스가 부여되지 않았다.
하이브는 방갈로르에 있는 Xolo의 소프트웨어 디자인 팀이 설계했다. 사용자는 개발 팀과 소통하며 새로운 기능에 대한 아이디어를 공유할 수 있다. 하이브 개발 팀은 격주로 새로운 기능이나 버그 수정이 포함된 무선 (OTA) 업데이트를 발표하는 것을 목표로 한다.
하이브가 탑재된 첫 번째 Xolo 기기(8X-1000)는 2014년 8월에 출시되었다.

## 하이브 UI를 실행하는 스마트폰
- XOLO 8X-1000
- Xolo Omega 5.0[3]
- Xolo Omega 5.5[4]
- Xolo Black
- Xolo Black 1X

## 같이 보기
- 커스텀 안드로이드 배포판 목록